# The Forestroamer
The Forestroamer (englisch Der Waldgänger) ist ein Album der dänischen Funeral-Doom-Band Woebegone Obscured.

## Geschichte
The Forestroamer entstand als drittes und letztes Studioalbum von Woebegone Obscured vor der Bandauflösung im Dezember 2019. Nachdem die Gruppe zwischen 2013 und 2016 zwei EPs und ein Album veröffentlicht hatte, ließ sich Woebegone Obscured Zeit für ein drittes Studioalbum. Danny „Danny Woe“ Jönsson erläuterte den Abstand zwischen den Veröffentlichungen mit dem eigenen Anspruch an die Kompositionen und veränderten privaten Umständen, so hatten alle drei der aktuellen Mitglieder der Band kleine Kinder, Ehefrauen und gingen mittlerweile Vollzeitbeschäftigungen nach. Dabei begann die Gruppe, bestehend aus dem Sänger, Schlagzeuger und Keyboarder Jönsson, dem Gitarristen Martin Jacobsen und dem Bassisten, Keyboarder und Gitarristen Quentin Nicollet, unmittelbar nach der Fertigstellung der EP Deathscape MMXIV mit dem Schreibprozess für das Album. Die Band nahm sich die Zeit, die die Musiker „für nötig hielten, um es exakt richtig zu machen.“
Um der Musik „ein gewisses Extra“ zu geben können, lud Woebegone Obscured weitere Gäste zu den Aufnahmen. Kenneth Holme hatte mit Nicollet zuvor in der Band Dwell gespielt. Er sollte den Aufnahmen einige Synthesizerspuren hinzufügen, „ohne es zu übertreiben.“ Natalie Koskinen wurde als ätherische Stimme des Titelstücks hinzugezogen. Jönsson hatte ihr nach einem Auftritt von Woebegone Obscured mit Shape of Despair die Idee nahegebracht. Koskinen mochte das Stück und nahm auf, was Woebegone Obscured erhofft hatte, „um diesen Track zu perfektionieren.“ Søren Sol Koldsen-Zederkof von Krauka wurde als Freund Jönssons eingeladen, um auf dem Stück Drømmefald Obertongesänge als „eine Art unheimlichen Gesang“ zu präsentieren.
Nicollet übernahm die Aufnahmetechnik und Dan Swanö masterte die Aufnahmen. Im Dezember 2019 gab die Band ihre Auflösung bekannt. Im darauf folgenden Jahr beteiligte sich Jönsson mit der Gründung des Duos Funeral Chasm an einem neuen Extreme-Doom-Projekt, das in Relation zur Entwicklung von Woebegone Obscured gesehen wurde.

## Albuminformationen
Das am 27. Juli 2018 veröffentlichte dritte Studioalbum von Woebegone Obscured enthält fünf separate Stücke, die eine Gesamtspielzeit von 42:59 Minuten haben. Zu der Veröffentlichung kooperierte Woebegone Obscured mit dem Extreme-Doom-Label Aesthetic Death Records.

### Gestaltung
Die Cover-Gestaltung übernahm der als Artem Demura oder Stargrave aktive Künstler. Das Bild einer in einem dunklen Tannenwald stehenden Figur mit Elchschädel und einem Körper aus Waldelementen „beschwöre“ Erzählungen archetypischer Naturgeister wie Herne den Jäger, Grendel oder Swamp Thing herauf. Weitere Grafiken zur Illustration des Albums wurden von Meriel Longmore angefertigt. Das Layout des Tonträgers und Begleitmaterials übernahm Stijn van Cauter.

### Titelliste
1. The Memory and the Thought: 10:32
2. Drømmefald: 13:28
3. Crimson Echoes: 01:53
4. The Forestroamer: 12:34
5. Dormant in the Black Woods: 04:32

### Inhalt
Die Texte beschrieb Jönsson als Ausdruck subjektiver Erfahrungen und einer resultierenden persönlichen Philosophien mit einer Fülle Symbolik aus und Verweisen auf die nordische Mythologie und deren Pantheon. So ist das Stück Drømmefald von Jönssons Erfahrung, seiner langjährigen Schlafstörung durch Medikamenteneinnahme zu begegnen, geprägt. Um seine Insomnie zu behandeln, nahm er schwere Medikamente, unter welchen das Schlafen und Einschlafen zu einer körperlich und mental unangenehmen Erfahrung wurde.

„When I was on heavy medication, I was able to sleep, but instead of pleasant dreams, I would have shifting nightmares, and right before falling asleep, it felt like I was sucked into a black void, and couldn’t breathe. The song describes this sleep process from falling asleep, going through different nightmare scenarios, and heading towards the end of sleep, just to do it again, over and over.“

„Während ich starke Medikamente nahm, konnte ich zwar schlafen, aber anstelle angenehmer Träume hatte ich wechselnde Albträume, und kurz vor dem Einschlafen fühlte es sich an, als würde ich in eine schwarze Leere gerissen und könnte nicht atmen. Der Song beschreibt diesen Schlafprozess vom Einschlafen über verschiedene Alptraum-Szenarien bis hin zum Ende des Schlafs, nur um es wieder und wieder zu tun.“

### Stil
Die Basis der Musik blieb der Funeral- und Death-Doom. Der meist gutturale Gesang wird mit klagendem bis ans opernhafte gehendem Klargesang kombiniert, während der gutturale Anteil Growling und Screaming beinhaltet. Eingearbeitete Soundeffekte, insbesondere Naturklänge, Synthesizer und Gastsänger ergänzen den geschaffenen Klang.
Mit The Forestroamer reduzierte Woebegone Obscured den Anteil des Einflusses aus dem Black Metal vorheriger Veröffentlichungen zu Gunsten eines präsenteren Einflusses aus dem Progressive Rock. Die für das Genre Funeral Doom als besonders dynamisch wahrgenommene Musik verfügt über eine Atmosphäre der Epik. Das Gitarrenspiel zwischen Riffing mit langsamem und melancholischem Groove mit progressiven Untertönen und einer hervorstechenden Leadgitarre orientiert sich am Extreme Doom, während die Gastgesänge, das Keyboardspiel und das Sampling von unter anderem Krähenrufen, Bachlaufklängen und Schritten auf einem Waldboden die Atmosphäre und Dynamik der Musik stützen.

## Wahrnehmung
The Forestoarmer wurde ebenso wie die vorausgegangenen Alben in Rezensionen gelobt. Es sei reich an „Details und Abwechslung“, „ein weiteres großartiges Album von Woebegone Obscured“ sowie ein „eindringliches und beeindruckendes Album“. Bei gutem Spiel und feinen Harmonie sei das als experimentell angekündigte Album allerdings wenig innovativ. Vielmehr erweise sich The Forestroamer als „gut erzählte, gut komponierte und gut geschriebene Geschichte, deren Wurzeln tief in der nordischen Mythologie verankert sind.“ Insbesondere die Dynamik der Musik wurde als eindrucksvoll wahrgenommen. Die Band präsentiere sich „vielfältig wie immer“ bei „einer abwechslungsreichen und fantasievollen Entwicklung“. Der Hörer würde von dem „Maß an Erhabenheit“ und der gegebenen „Vielfalt“ des Albums sprichwörtlich „erschlagen“. So transportiere The Forestroamer eine „in sich geschlossene, konsistente und wunderbar düstere Atmosphäre“.